# Валожин
Валожин (блр. Валожын; рус. Воло́жин) је град у Белорусији и административни је центар Валожинског рејона Минске области. Град лежи на обалама реке Валожинке на око 75 км северозападно од главног града земље Минска.
Актуелни председник државе Израел Шимон Перез рођен је у сеоцету Вишњевка, недалеко од Валожина.
Град је чувен по свом крављем сиру преливеном чоколадом, који се назива сирак.

## Историја
Насеље Валожин је основано у XIV веку као приватни посед пољске племићке породице Тискиевич, али тачан датум оснивања није познат. Крајем XVII века у насељу је основан бернардински манастир и духовна школа (1681). Јозеф Тискиевич је 1839. саградио велики парк и зоолошки врт, по чему је Валожин постао јединствен град у том делу Белорусије. Град је три пута страдао у великим пожарима, 1815, 1880. и 1886, и сваки пут је изнова обнављан. 
Јеврејска верска школа јешива основана је 1807. од стране рабина Хаима Валожина, тадашњег власника велике текстилне мануфактуре. Била је то прва јеврејска верска школа у држави, а затворена је 1892. године.

## Становништво
Према процени, у граду је 2012. живело 10.482 становника.
| 1979. | 1989.  | 1999.  | 2009.  | 2012.  |
| ----- | ------ | ------ | ------ | ------ |
| 7.906 | 10.643 | 10.643 | 10.558 | 10.482 |